# Overture (The Who)
Pour les articles homonymes, voir Overture.
Pistes de Tommy
It's a Boy
Overture est un morceau instrumental du groupe britannique The Who, paru sur l'opéra-rock Tommy en 1969.

## Caractéristiques
Presque entièrement instrumentale, cette chanson représente l'ouverture de l'opéra-rock Tommy; elle enchaîne les principaux thèmes et les mélodies les plus marquantes de l'album. Elle sert d'introduction au reste de l'album. 
Vient une première descente d'accords, se référant à l'introduction de la chanson 1921. La dynamique sonore est très travaillée; on remarque un mélange de guitares acoustiques et électriques, harmonisées avec la basse et la batterie. Le morceau atteint une autre tonalité ; c'est alors que survient le cor français joué par le bassiste John Entwistle, qui retrace la mélodie de We're Not Gonna Take It. Vient un break de guitares, puis le cor joue la mélodie vocale de Go to the Mirror! La chanson change à nouveau d'atmosphère, devenant la mélodie de See Me, Feel Me, reprise plusieurs fois dans l'album. Elle est suivie par le leitmotiv Listening to You, joué à l'orgue. Le thème de We're Not Gonna Take It revient, suivi par la mélodie et les accords de Pinball Wizard, accompagné de violents coups de gong signifiant la fin de l'introduction instrumentale. 
Suit un solo de guitare acoustique joué par Pete Townshend. Le guitariste chante quelques vers; ceux-ci précisent que le capitaine Walker, père du héros de l'album, Tommy, est porté disparu au combat. La guitare continue le solo, avant d'enchaîner sur la piste suivante, It's a Boy.
Cette chanson a été reprise par Henry Mancini et Liberace. Une version de The Assembled Multitude a atteint le #16 des charts américains en juin 1970.